# Redemption (Gackt-dal)
A Redemption Gackt japán énekes kislemeze, mely 2006. január 25-én jelent meg a Nippon Crown kiadónál. Harmadik helyezett volt az Oricon heti slágerlistáján és 12 hétig szerepelt rajta. 124 955 példányban fogyott, amivel Gackt nyolcadik legsikeresebb kislemeze. A kislemez mindkét dala a Square Enix-játék Dirge of Cerberus: Final Fantasy VII betétdala volt. A Japán Hanglemezgyártók Szövetsége aranylemezzé nyilvánította.

## Számlista
| #  | Cím                       | Hossz |
| -- | ------------------------- | ----- |
| 1. | Redemption                | 4:07  |
| 2. | Longing                   | 4:06  |
| 3. | Redemption (Instrumental) | 4:06  |
| 4. | Longing (Instrumental)    | 3:58  |